# Ooij en Persingen
Ooij en Persingen is de naam van een voormalige gemeente in Gelderland.
In de Franse tijd zijn Ooij en Persingen verenigd tot een gemeente. Deze gemeente werd op 1 januari 1818 samengevoegd met de gemeente Beek (Gelderland) om samen de nieuwe gemeente Ubbergen te vormen.
In 1817 werden het Pruisische Leuth (met Kekerdom) bij Nederland ingedeeld. Zo kwamen de plaatsen in de gemeente Ooij en Persingen te liggen.